# Kobiety w Bieli

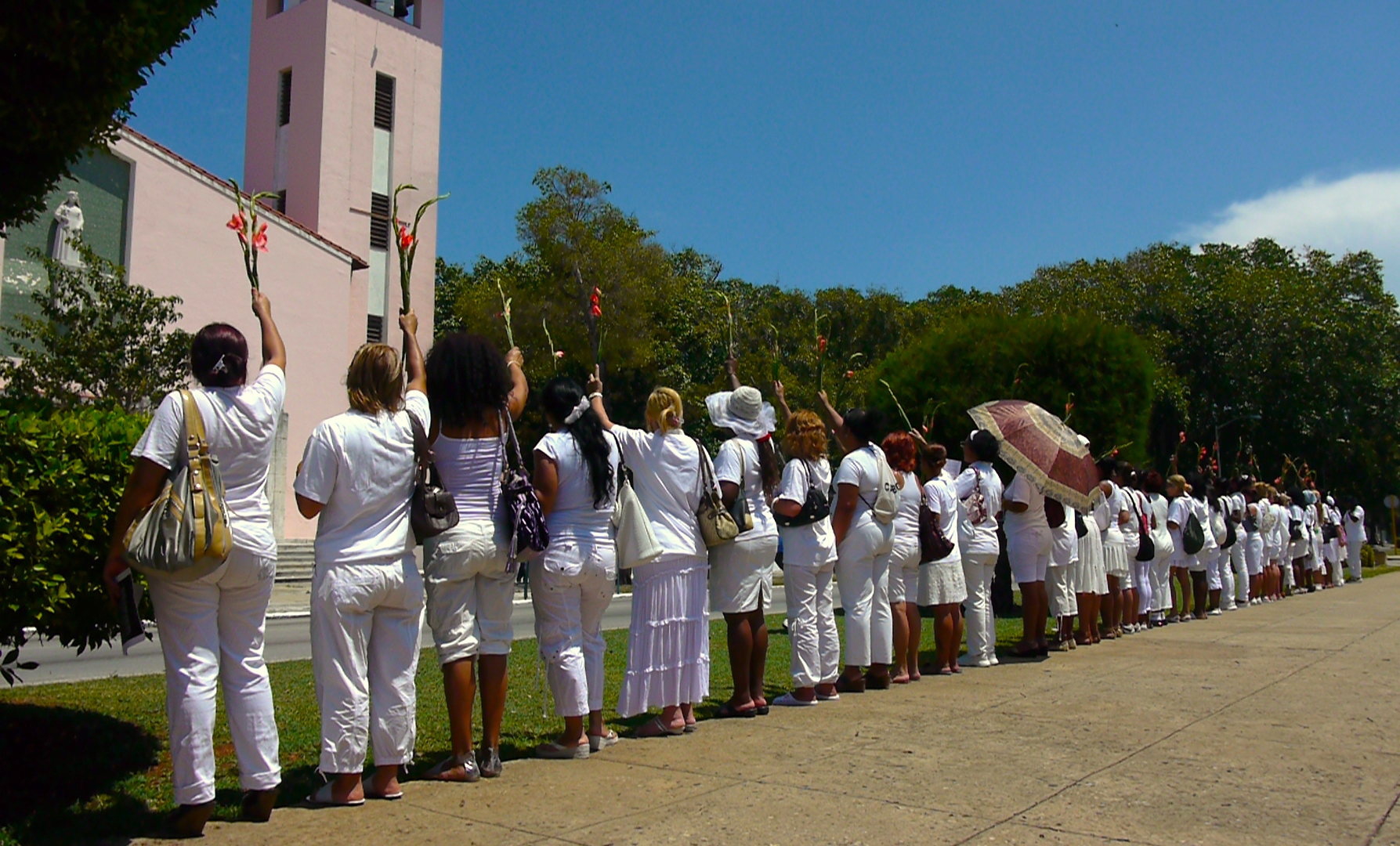
Kobiety w Bieli podczas protestów w Hawanie, 2012

Kobiety w Bieli (hiszp. Las Damas de Blanco) – kubański ruch społeczny kobiet, powstały w 2004 r., dążący do zwolnienia i respektowania praw 75 dysydentów, aresztowanych przez reżim wiosną 2003 r. po wydarzeniach „Czarnej Wiosny”. Do grupy należą głównie żony, matki i córki uwięzionych, które w czasie protestów na ulicach Hawany ubierają się na biało, co ma symbolizować czystość i niewinność. Taktyka kobiet została zaczerpnięta od Argentynek żądających informacji o swoich zaginionych bliskich podczas rządów wojskowych w latach 70. XX wieku. 
20 marca 2004 r., w dzień Niedzieli Palmowej, Kobiety w Bieli zostały zaatakowane i znieważone przez prorządową Kubańską Federację Kobiet.   
W 2005 r. ruch Kobiet w Bieli został wyróżniony przez Parlament Europejski prestiżową Nagrodą Sacharowa, jednak nie pozwolono im na wyjazd z Kuby po odbiór osobisty nagrody w Strasburgu. Dopiero 24 kwietnia 2013 odebrały w Brukseli tę nagrodę.
W 2007 roku Kobiety w Bieli opublikowały „Apel do intelektualistów i artystów światowych”, w którym apelują o pomoc międzynarodową w ochronie przestrzegania praw człowieka na Kubie.
Poparcia organizacji oficjalnie udzielił Międzynarodowy Komitet na rzecz Demokracji na Kubie (International Committee for Democracy in Cuba – ICDC).